# City University
City, University of London était une université britannique publique située à Londres (Angleterre), dans le quartier Clerkenwell, et fondée en 1894.
En septembre 2016, City a rejoint l'université de Londres (UOL).
La City est un membre fondateur du réseau universitaire WC2 qui s'est développé pour la collaboration entre les universités de premier plan au cœur des grandes villes mondiales, en particulier pour aborder les questions culturelles, environnementales et politiques d'intérêt commun pour les villes mondiales et leurs universités.
Gandhi, Muhammad Ali Jinnah, Clement Attlee, Margaret Thatcher, Tony Blair, des membres du Parlement du Royaume-Uni, des gouverneurs, des hommes politiques et des PDG comptent parmi les anciens élèves de l'université.

## Associations et liens
L'université a d'excellents liens avec des entreprises dans la ville de Londres. En septembre 2006, la City, University of London s'est associée le Willis Research Network (WRN), une association importante et à long terme entre de principaux établissements scientifiques internationaux (universités y compris de Bristol, de Cambridge, de Durham et d'université Imperial College) et l'assurance globale sponsorisent, des possessions de groupe de Willis. Le but du réseau est d'évaluer la fréquence, la sévérité et l'impact des catastrophes telles que des ouragans, des tremblements de terre, des inondations et le terrorisme. La City, University of London a également joint des forces avec d'autres principales universités telles que la Queen Mary et l'institut de l'éducation (les deux parties de l'université de Londres) avec lequel elle fournit conjointement plusieurs principaux programmes de degré. 

## Anciens étudiants notoires

### Personnalités politiques et personnalités de la société britannique

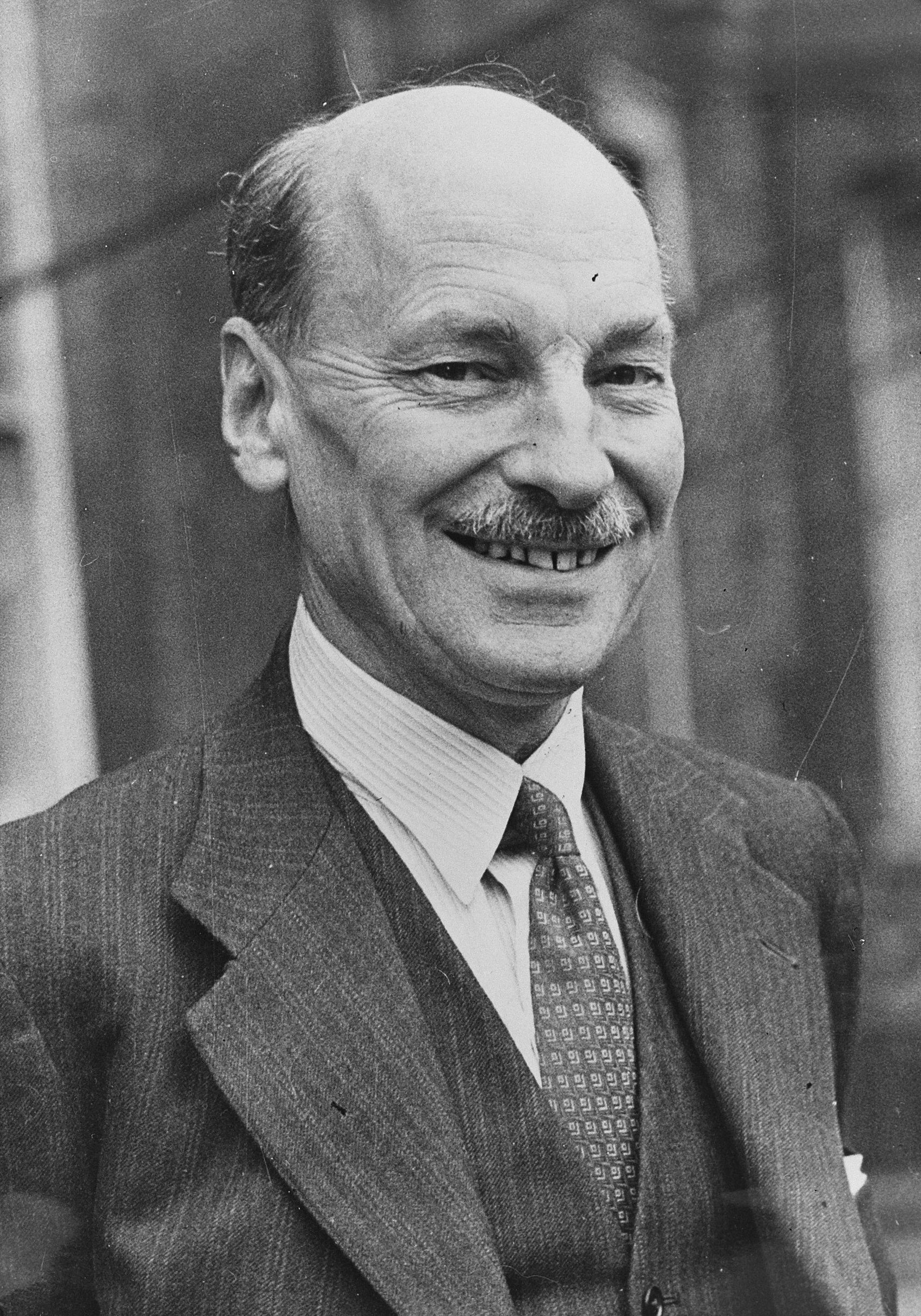
Clement Attlee

- Muhammad Ali Jinnah –  fondateur du Pakistan, premier Gouverneur général du Pakistan], diplômé de la Inns of Court School of Law (intégrée ultérieurement dans la City Law School)
- Clement Attlee –  Premier ministre travailliste du Royaume-Uni de 1945 à 1951
- H. H. Asquith – Homme politique du libéral. Premier ministre du Royaume-Uni 1908 à 1916
- Tony Blair – Premier ministre travailliste du Royaume-Uni de 1997 à 2007, diplômé de la Inns of Court School of Law (intégrée ultérieurement dans la City Law School)
- Roderic Bowen – Homme politique du parti libéral gallois
- Mahatma Gandhi – Leader du Mouvement pour l'indépendance de l'Inde, diplômé en 1891 de la Inns of Court School of Law  (intégrée ultérieurement dans la City Law School)
- Syed Kamall – Homme politique du Parti conservateur et député européen
- David Lammy – Député travailliste de Tottenham
- Barbara Mensah – Juge[3]
- Liu Mingkang – Homme politique et homme d'affaires chinois, membre distingué de l'institut d'économie international et de finance de l'université chinoise de Hong Kong et de la Fung Global Institute pour le même territoire.
- Jawaharlal Nehru – Premier Premier ministre de la République de l'Inde
- Patrick O'Flynn – Homme politique, membre du parti pour l'indépendance du Royaume-Uni puis membre du parti social-démocrate. Député européen jusqu'en 2019
- Stav Shaffir – Plus jeune membre de la Knesset israélienne en 2013, leader du mouvement pour la justice sociale.
- Margaret Thatcher – Première ministre du parti conservateur du Royaume-Uni de 1979 à 1990, diplômée de la Inns of Court School of Law (intégrée ultérieurement dans la City Law School)
- Ivy Williams – Première avocate anglaise à prêter serment, en 1922, et première femme à obtenir un doctorat honoris causa en droit de l'université d'Oxford.

### Entreprises et finances

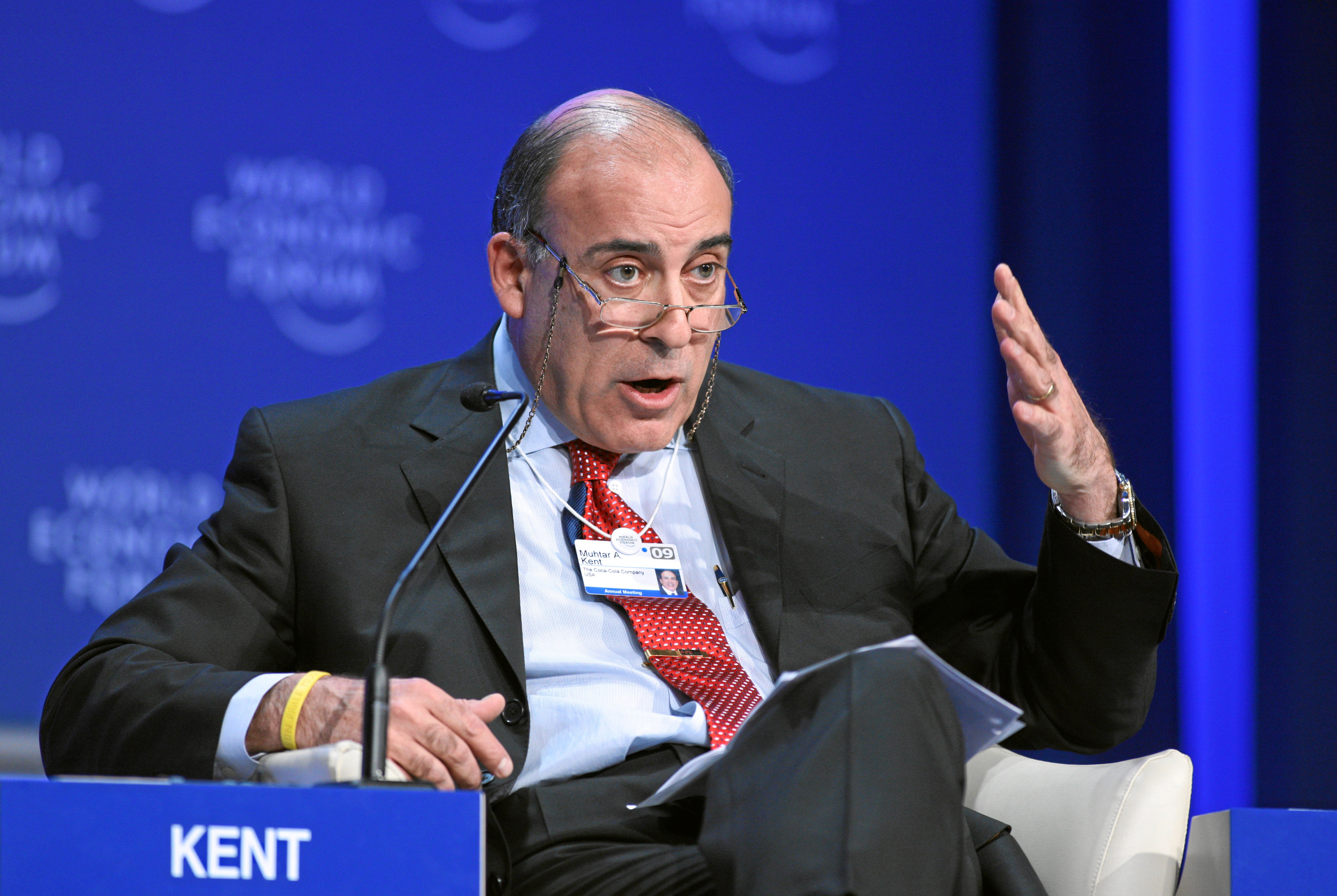
Muhtar Kent

- Brendan Barber - ancien secrétaire général du Trades Union Congress[4]
- Muhtar Kent - Ancien PDG et président de The Coca-Cola Company

### Médias et divertissements
- Lamide Akintobi, journaliste, présentatrice de télévision, et productrice indépendante nigériane
- Tiff Needell – pilote de la Formule 1, présentateur de Fifth Gear sur Five
- Richard Preston – Romancier
- Josh Widdicombe – Comedien et présentateur[5]